# Sijucavernicus
Sijucavernicus is een geslacht van hooiwagens uit de familie Assamiidae.
De wetenschappelijke naam Sijucavernicus is voor het eerst geldig gepubliceerd door Roewer in 1923. 

## Soorten
Sijucavernicus is monotypisch en omvat slechts de volgende soort:
- Sijucavernicus kempi